# ليالي لبنان

ليالي لبنان.

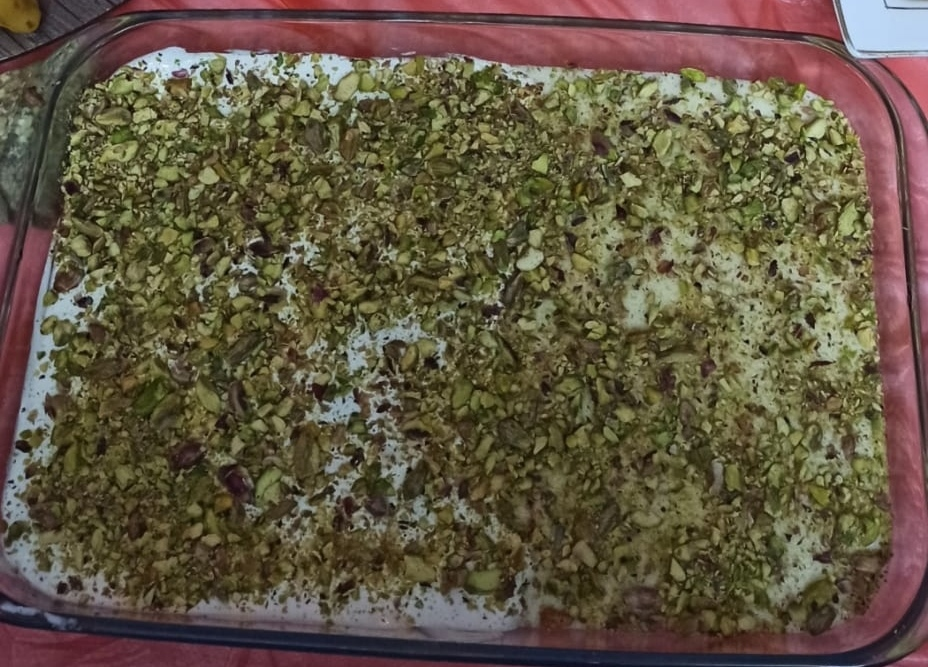
ليالي لبنان

ليالي لبنان، وتُسمّى أيضاً قشطلية. هي حلو من المطبخ اللبناني، تحضّر في معظم المناسبات خاصّةً في شهر رمضان المبارك. تتكوّن من الحليب، السكر، النشا، ماء الزهر، ماء الورد، المستكة، القشدة، فستق الحلبي المطحون، موز، صنوبر ولوز محمّص، عسل أو قطر.

## القيمة غذائية
تحتوي وجبة ليالي لبنان (200غ تقريباً) على المعلومات الغذائية التالية:
- السعرات الحرارية: 420
- الدهون: 34
- الدهون المشبعة: 17
- الكوليسترول: 95
- الكاربوهيدرات: 25
- البروتينات: 7

مع العلم أنه لم يتم احتساب الفستق الحلبي والعسل

ليالي لبنان في الأردن عبر تلوين القطر باللون الاخضر